# 34893 Mihomasatoshi
34893 Mihomasatoshi è un asteroide della fascia principale. Scoperto nel 2001, presenta un'orbita caratterizzata da un semiasse maggiore pari a 2,4588618 UA e da un'eccentricità di 0,2623901, inclinata di 8,15872° rispetto all'eclittica.